# Michael William Balfe
Michael William Balfe (15. května 1808 Dublin – 20. října 1870 Ware) byl irský hudební skladatel. Jeho nejslavnějším dílem je opera The Bohemian Girl z roku 1843, se známou árií I Dreamt I Dwelt in Marble Halls, již nazpívala řada zpěvaček, včetně Enyi, Sinéad O'Connorové nebo Sissel Kyrkjebøvé. Celkem je autorem 29 oper.
Začínal jako houslista, první koncert měl již v devíti letech v dublinské rotundě. Roku 1823 zemřel jeho otec, načež odešel do Londýna, kde působil jako houslista. První koncert měl toho roku v Drury Lane a brzy se stal i členem orchestru Drury Lane Theatre. Roku 1824 odjel do Paříže, kde se učil kompozici u Luigi Cherubiniho a Gioachina Rossiniho. V roce 1825 odjel do Itálie, kde se živil jako operní zpěvák (roku 1834 debutoval v La Scale), ale začal i skládat. První operu složil ve 21 letech. Jeho rané opery jsou na italská libreta a ovlivněna italskou tradicí. V Itálii se též oženil, s maďarskou sopranistkou Linou Roserovou. V roce 1835 se usadil v Londýně, téhož roku napsal první operu v angličtině, The Siege of Rochelle. Měla úspěch, a tak začal jeho úspěšná operní kariéra. Působil též jako dirigent - dirigoval například při prvním londýnském vystoupení Jenny Lindové nebo první Verdiho operu v Londýně.